# Axel Willig
Axel Willig (* 17. Februar 1938 in Dessau; † 1. April 1998 in Oldenburg) war ein deutscher Zoologe.

## Biographie
Nach dem Abitur am Gymnasium in Osterode (Harz) studierte Axel Willig Mathematik und Biologie in Göttingen und Gießen, wo er 1969 über die Biochemie des Carotinoidstoffwechsels bei Insekten promovierte. Vor seiner Habilitation 1971, war er zu einem Forschungsaufenthalt in Liverpool, wo er unter der Leitung von T. W. Goodwin arbeitete. Die Habilitation für das Fach Tierphysiologie legte er an der FU Berlin ab. Dort arbeitete er danach unter R. Keller auf dem Gebiet der Ecdysonsynthese und Häutungskontrolle bei Krebsen und Insekten. Dieses Forschungsgebiet behielt er bei, als er im Jahr 1973 als Assistenzprofessor R. Kellers an die Universität Ulm wechselte. Während der Zeit an der Universität Ulm veröffentlichte er zahlreiche Publikationen auf dem Gebiet der Häutungskontrolle. In diesen bestimmte Willig erstmals quantitativ die Ecdysonsynthese der Häutungsdrüsen von Krebsen in vitro und in vivo. Damit war der direkte experimentelle Beweis der Beteiligung der Y-Organe bei der Häutung von Flusskrebsen erbracht. Im Jahr 1976 wurde er an die Universität Oldenburg als Leiter der Abteilung Zoophysiologie berufen. Hier begann eine fruchtbare Periode der organisatorischen Strukturierung des Fachbereichs Biologie, dessen Dekan er 1982 und 1983 war. Veröffentlichungen auf dem Gebiet der Endokrinologie weisen ihn als einen vielseitigen Forscher aus.

## Wirken
Willig war ein Endokrinologe, der das Verständnis entwicklungsphysiologischer Zusammenhänge bei Insekten und Crustaceen mitgeprägt hat. Als Professor an der Universität Oldenburg war er maßgeblich an der Entwicklung des Fachbereichs Biologie beteiligt und wirkte an der Gestaltung der biologischen Studiengänge und der Organisation der Lehre entscheidend mit.

## Veröffentlichungen (Auswahl)
- Die Carotinoide und der Gallenfarbstoff von Carausius morosus und ihre Beteiligung am morphologischen Farbwechsel. (Dissertation), Gießen 1968
- zusammen mit Peter P. Jaros: Milzpeptide. Regulatoren des Wachstums und des Zellstoffwechsels. Oldenburg 1991